# Teitanblood
Teitanblood je španělská black/death metalová kapela z města Madrid. Byla založena v roce 2003.
V roce 2004 vyšlo první demo s názvem Genocide Chants to Apolokian Dawn. Debutové studiové album Seven Chalices vyšlo v roce 2009.

## Diskografie
Demo nahrávky
- Genocide Chants to Apolokian Dawn (2004)

Studiová alba
- Seven Chalices (2009)
- Death (2014)
- The Baneful Choir (2019)
- From the Visceral Abyss (2025)

EP
- Purging Tongues (2011)
- Woven Black Arteries (2012)
- Accursed Skin (2016)

Kompilační alba
- Black Putrescence of Evil (2009)

Split nahrávky
- Proclamation / Teitanblood (2005) – split 7" vinyl se španělskou kapelou Proclamation
- Teitanblood / Necros Christos (2006) – split 7" vinyl s německou kapelou Necros Christos